# Purcellia leleupi
Purcellia leleupi - gatunek kosarza z podrzędu Cyphophthalmi i rodziny Pettalidae.

## Występowanie
Gatunek endemiczny dla Republiki Południowej Afryki. Znany z okolic lodowca Sonder End.